# Interlands Albanees voetbalelftal 1960-1969
Deze pagina toont een chronologisch en gedetailleerd overzicht van de interlands die het Albanees voetbalelftal heeft gespeeld in de periode 1960 – 1969.

## Interlands

### 1960
Geen interlands gespeeld.

### 1961
Geen interlands gespeeld.

### 1962
Geen interlands gespeeld.

### 1963
|                                                                            |         |                       |           |                                                                                     |
| 2 juni Olympisch kwalificatietoernooi voetbal 1964 № 26 «onderlinge duels» | Albanië | 0 – 1                 | Bulgarije | Qemal Stafastadion, Tirana Toeschouwers: 15.000 Scheidsrechter: Lajos Horváth (HUN) |
| 2 juni Olympisch kwalificatietoernooi voetbal 1964 № 26 «onderlinge duels» |         | 37' Panteley Dimitrov |           | Qemal Stafastadion, Tirana Toeschouwers: 15.000 Scheidsrechter: Lajos Horváth (HUN) |

|                                                                             |                   |       |         | |
| 16 juni Olympisch kwalificatietoernooi voetbal 1964 № 27 «onderlinge duels» | Bulgarije         | 1 – 0 | Albanië | Vasil Levski Nationaal Stadion, Sofia Toeschouwers: 25.200 Scheidsrechter: Dimosthenis Stathatos (GRE) |
| 16 juni Olympisch kwalificatietoernooi voetbal 1964 № 27 «onderlinge duels» | Nikola Kotkov 30' |       |         | Vasil Levski Nationaal Stadion, Sofia Toeschouwers: 25.200 Scheidsrechter: Dimosthenis Stathatos (GRE) |

|                                                                        |                                                                                |       |         |                                                                                            |
| 29 juni EK 1964 kwalificatie № 28 «onderlinge duels» 17:30 uur (UTC+1) | Denemarken                                                                     | 4 – 0 | Albanië | Københavns Idrætspark, Kopenhagen Toeschouwers: 26.640 Scheidsrechter: Einar Boström (SWE) |
| 29 juni EK 1964 kwalificatie № 28 «onderlinge duels» 17:30 uur (UTC+1) | Jens Petersen 16' (pen.) Ole Madsen 35' Eyvind Clausen 40' Henning Enoksen 49' |       |         | Københavns Idrætspark, Kopenhagen Toeschouwers: 26.640 Scheidsrechter: Einar Boström (SWE) |

|                                                                           |                 |       |            |                                                                                        |
| 30 oktober EK 1964 kwalificatie № 29 «onderlinge duels» 14:30 uur (UTC+1) | Albanië         | 1 – 0 | Denemarken | Qemal Stafastadion, Tirana Toeschouwers: 27.765 Scheidsrechter: Joe Cassar Naudi (MLT) |
| 30 oktober EK 1964 kwalificatie № 29 «onderlinge duels» 14:30 uur (UTC+1) | Panajot Pano 3' |       |            | Qemal Stafastadion, Tirana Toeschouwers: 27.765 Scheidsrechter: Joe Cassar Naudi (MLT) |

### 1964
|                                                                       |                                              |       |         |                                                                            |
| 24 mei WK 1966 kwalificatie № 30 «onderlinge duels» 14:30 uur (UTC+1) | Nederland                                    | 2 – 0 | Albanië | De Kuip, Rotterdam Toeschouwers: 28.745 Scheidsrechter: John Meighan (IRL) |
| 24 mei WK 1966 kwalificatie № 30 «onderlinge duels» 14:30 uur (UTC+1) | Daan Schrijvers 48' (pen.) Bennie Muller 52' |       |         | De Kuip, Rotterdam Toeschouwers: 28.745 Scheidsrechter: John Meighan (IRL) |

|                                   |                  |       |          |                                                                                                |
| 11 oktober Vriendschappelijk № 31 | Albanië          | 1 – 1 | Algerije | Stadiumi Kombëtar Qemal Stafa, Tirana Toeschouwers: 15.000 Scheidsrechter: Hysen Hysenaj (ALB) |
| 11 oktober Vriendschappelijk № 31 | Mexhit Haxhiu 9' |       | ?        | Stadiumi Kombëtar Qemal Stafa, Tirana Toeschouwers: 15.000 Scheidsrechter: Hysen Hysenaj (ALB) |

|                                                                           |         |                                      |           |                                                                                                |
| 25 oktober WK 1966 kwalificatie № 32 «onderlinge duels» 15:00 uur (UTC+1) | Albanië | 0 – 2                                | Nederland | Stadiumi Kombëtar Qemal Stafa, Tirana Toeschouwers: 27.579 Scheidsrechter: Petar Dzhonev (BUL) |
| 25 oktober WK 1966 kwalificatie № 32 «onderlinge duels» 15:00 uur (UTC+1) |         | 2' Hennie van Nee 87' Frans Geurtsen |           | Stadiumi Kombëtar Qemal Stafa, Tirana Toeschouwers: 27.579 Scheidsrechter: Petar Dzhonev (BUL) |

### 1965
|                                                                         |         |                                        |             |                                                                                         |
| 11 april WK 1966 kwalificatie № 34 «onderlinge duels» 15:00 uur (UTC+1) | Albanië | 0 – 2                                  | Zwitserland | Qemal Stafastadion, Tirana Toeschouwers: 27.291 Scheidsrechter: Antonio Sbardella (ITA) |
| 11 april WK 1966 kwalificatie № 34 «onderlinge duels» 15:00 uur (UTC+1) |         | 33' René Quentin 90' (pen.) Jakob Kuhn |             | Qemal Stafastadion, Tirana Toeschouwers: 27.291 Scheidsrechter: Antonio Sbardella (ITA) |

|                                                                      |                       |       |         |                                                                                              |
| 2 mei WK 1966 kwalificatie № 34 «onderlinge duels» 15:00 uur (UTC+1) | Zwitserland           | 1 – 0 | Albanië | Stade des Charmilles, Genève Toeschouwers: 24.108 Scheidsrechter: Adolfo Bueno Perales (ESP) |
| 2 mei WK 1966 kwalificatie № 34 «onderlinge duels» 15:00 uur (UTC+1) | Jakob Kuhn 10' (pen.) |       |         | Stade des Charmilles, Genève Toeschouwers: 24.108 Scheidsrechter: Adolfo Bueno Perales (ESP) |

|                                                                      |                                                     |       |                    |                                                                               |
| 7 mei WK 1966 kwalificatie № 35 «onderlinge duels» 19:30 uur (UTC+1) | Noord-Ierland                                       | 4 – 1 | Albanië            | Windsor Park, Belfast Toeschouwers: 16.017 Scheidsrechter: Norman Mootz (LUX) |
| 7 mei WK 1966 kwalificatie № 35 «onderlinge duels» 19:30 uur (UTC+1) | Johnny Crossan 17', 30', 73' (pen.) George Best 85' |       | 49' Robert Jashari | Windsor Park, Belfast Toeschouwers: 16.017 Scheidsrechter: Norman Mootz (LUX) |

|                                                          |                 |       |                   |                                                                                   |
| 24 november WK 1966 kwalificatie № 36 «onderlinge duels» | Albanië         | 1 – 1 | Noord-Ierland     | Qemal Stafastadion, Tirana Toeschouwers: 16.381 Scheidsrechter: Petre Sotir (ROU) |
| 24 november WK 1966 kwalificatie № 36 «onderlinge duels» | Medin Zhega 77' |       | 58' Willie Irvine | Qemal Stafastadion, Tirana Toeschouwers: 16.381 Scheidsrechter: Petre Sotir (ROU) |

### 1966
Geen interlands gespeeld.

### 1967
|                                                                        |                                                           |       |         |                                                                                          |
| 8 april EK 1968 kwalificatie № 37 «onderlinge duels» 16:00 uur (UTC+1) | West-Duitsland                                            | 6 – 0 | Albanië | Stadion Rote Erde, Dortmund Toeschouwers: 27.264 Scheidsrechter: Martti Hirviniemi (FIN) |
| 8 april EK 1968 kwalificatie № 37 «onderlinge duels» 16:00 uur (UTC+1) | Gerd Müller 6', 25', 73', 85' (pen.) Hannes Löhr 77', 79' |       |         | Stadion Rote Erde, Dortmund Toeschouwers: 27.264 Scheidsrechter: Martti Hirviniemi (FIN) |

|                                                                       |         |                         |             |                                                                                           |
| 14 mei EK 1968 kwalificatie № 38 «onderlinge duels» 16:30 uur (UTC+1) | Albanië | 0 – 2                   | Joegoslavië | Qemal Stafastadion, Tirana Toeschouwers: 18.573 Scheidsrechter: Kostakis Xanthoulis (CYP) |
| 14 mei EK 1968 kwalificatie № 38 «onderlinge duels» 16:30 uur (UTC+1) |         | 22', 53' Slaven Zambata |             | Qemal Stafastadion, Tirana Toeschouwers: 18.573 Scheidsrechter: Kostakis Xanthoulis (CYP) |

|                                                                            |                                                         |       |         |                                                                                   |
| 12 november EK 1968 kwalificatie № 39 «onderlinge duels» 14:00 uur (UTC+1) | Joegoslavië                                             | 4 – 0 | Albanië | JNA Stadion, Belgrado Toeschouwers: 18.573 Scheidsrechter: Andrei Rădulescu (ROU) |
| 12 november EK 1968 kwalificatie № 39 «onderlinge duels» 14:00 uur (UTC+1) | Edin Sprečo 44' Ivica Osim 48', 81' Vojin Lazarević 56' |       |         | JNA Stadion, Belgrado Toeschouwers: 18.573 Scheidsrechter: Andrei Rădulescu (ROU) |

|                                                                            |         |       |                |                                                                                           |
| 17 december EK 1968 kwalificatie № 40 «onderlinge duels» 14:00 uur (UTC+1) | Albanië | 0 – 0 | West-Duitsland | Qemal Stafastadion, Tirana Toeschouwers: 21.889 Scheidsrechter: Ferdinand Marschall (AUT) |
| 17 december EK 1968 kwalificatie № 40 «onderlinge duels» 14:00 uur (UTC+1) |         |       |                | Qemal Stafastadion, Tirana Toeschouwers: 21.889 Scheidsrechter: Ferdinand Marschall (AUT) |

### 1968
Geen interlands gespeeld.

### 1969
Geen interlands gespeeld.
UEFA: Albanië · België · Bulgarije · Cyprus · Denemarken · West-Duitsland · Duitse Democratische Republiek · Engeland · Finland · Frankrijk · Griekenland · Hongarije · Ierland · IJsland · Italië · Joegoslavië · Luxemburg · Malta · Nederland · Noord-Ierland · Noorwegen · Oostenrijk · Polen · Portugal · Roemenië · Schotland · Sovjet-Unie · Spanje · Tsjecho-Slowakije · Turkije · Wales · Zweden · Zwitserland

CAF: Madagaskar AFC: Israël

FSHF · A-internationals · Bondscoaches · Statistieken · Albanees vrouwenelftal · Olympisch elftal · Albanië U21 · Albanië U20 · Albanië U19 · Albanië U18 · Albanië U17 · Albanië U16
1946 – 1949 · 
1950 – 1959 · 
1960 – 1969 · 
1970 – 1979 · 
1980 – 1989 · 
1990 – 1999 · 
2000 – 2009 · 
2010 – 2019 ·
2020 – 2029
EK 2016 · EK 2024
1946 · 
1947 · 
1948 · 
1949 · 
1950 · 
1951 · 
1952 · 
1953 · 
1954 · 1955 · 1956 · 
1957 · 
1958 · 
1959 · 1960 · 1961 · 1962 · 
1963 · 
1964 · 
1965 · 
1966 · 
1967 · 
1968 · 1969 · 
1970 · 
1971 · 
1972 · 
1973 · 
1974 · 1975 · 
1976 · 
1977 · 1978 · 1979 · 
1980 · 
1981 · 
1982 · 
1983 · 
1984 · 
1985 · 
1986 · 
1987 · 
1988 · 
1989 · 
1990 · 
1991 · 
1992 · 
1993 · 
1994 · 
1995 · 
1996 · 
1997 · 
1998 · 
1999 · 
2000 · 
2001 · 
2002 · 
2003 · 
2004 · 
2005 · 
2006 · 
2007 · 
2008 · 
2009 · 
2010 · 
2011 · 
2012 · 
2013 · 
2014 · 
2015 · 
2016 · 
2017 · 
2018 ·
2019 ·
2020 ·
2021 ·
2022 ·
2023 ·
2024
Algerije ·
Andorra ·
Argentinië ·
Armenië ·
Azerbeidzjan ·
Bahrein ·
België ·
Bosnië en Herzegovina ·
Bulgarije ·
Chili ·
China ·
Cuba ·
Cyprus ·
DDR ·
Denemarken ·
Duitsland ·
Engeland ·
Estland ·
Faeröer ·
Finland ·
Frankrijk ·
Georgië ·
Griekenland ·
Hongarije ·
Ierland ·
IJsland ·
Iran ·
Israël · 
Italië ·
Joegoslavië ·
Jordanië ·
Kameroen ·
Kazachstan ·
Kosovo ·
Kroatië ·
Letland ·
Liechtenstein ·
Litouwen ·
Luxemburg ·
Malta ·
Marokko ·
Mexico ·
Moldavië ·
Montenegro ·
Nederland ·
Noord-Ierland ·
Noord-Macedonië ·
Noorwegen ·
Oekraïne ·
Oezbekistan ·
Oostenrijk ·
Polen ·
Portugal ·
Qatar ·
Roemenië ·
Rusland ·
San Marino ·
Saoedi-Arabië ·
Schotland ·
Servië ·
Slovenië ·
Spanje ·
Tsjechië ·
Tsjecho-Slowakije ·
Turkije ·
Vietnam ·
Wales ·
Wit-Rusland ·
Zweden ·
Zwitserland
Frankrijk (2016) · 
Roemenië (2016) · 
Zwitserland (2016)